# White Deer (Teksas)
White Deer je gradić u američkoj saveznoj državi Teksas. Prema popisu stanovništva iz 2010. u njemu je živjelo 1.000 stanovnika.